# Liga das Ligas do Grande ABC
As Liga das Ligas do Grande ABC e uma entidade responsável, pelas ligas da Região do ABC Paulista, sendo fundada em 30 de julho de 2011. com o princípio de lutar por seus direitos  e promovendo discussões em torno, do carnaval dessa região, ao todo as ligas de São Bernardo do Campo, Santo André, Diadema, São Caetano do Sul e Mauá. são orientadas por esta liga
.

## Ligas orientadas

### Diadema (LIESDA)
A LIESDA - Liga Independente das Escolas de Samba de Diadema é uma entidade representativa de carnaval de Diadema, tendo como filiados as escolas de sambas
 e um bloco carnavalesco .

### Mauá (UESMA)
A União das Escolas de Samba de Mauá  (UESMA), é a associação que administra o carnaval das escolas de samba na cidade de Mauá, estado de São Paulo. A UESMA tem como: a finalidade de representar e organizar o carnaval Mauaense.

### Santo André (UESA)
A União das Escolas de Samba de Santo André  (UESA), é a associação que organiza o carnaval das escolas de samba na cidade de Santo André, estado de São Paulo. A UESA tem como: a finalidade de representar e organizar o carnaval Andreense. .
A Diretoria da UESA é formada atualmente por:
| Cargo            | Nome              |
| ---------------- | ----------------- |
| Presidente       | João Turibio      |
| Vice-Presidente  | Sueli Ramires     |
| 1º Secretario    | Adalton Félix     |
| 2º Secretario    | Ivair Battaggia   |
| 1º Tesoureiro    | Vanderlei Pereira |
| 2º Tesoureiro    | Simone Battaggia  |
| Diretora Social  | Vanderléia Franco |
| Diretor Cultural | Renato Ramos      |

### São Caetano do Sul (LIES)
A LIES – Liga Independente das Escolas de Samba de São Caetano do Sul, é a associação que administra o carnaval das escolas de samba e Blocos carnavalescos na cidade de São Caetano do Sul, estado de São Paulo. A LIES foi criada com a finalidade de representar e organizar o carnaval desse município.

### São Bernardo do Campo (Ligas)
São duas ligas que administram os desfiles do município de São Bernardo do Campo, a Super Liga, recentemente criada em 2011 e a UESSBC, a mais antiga no município.